# Sinfonía Manfredo

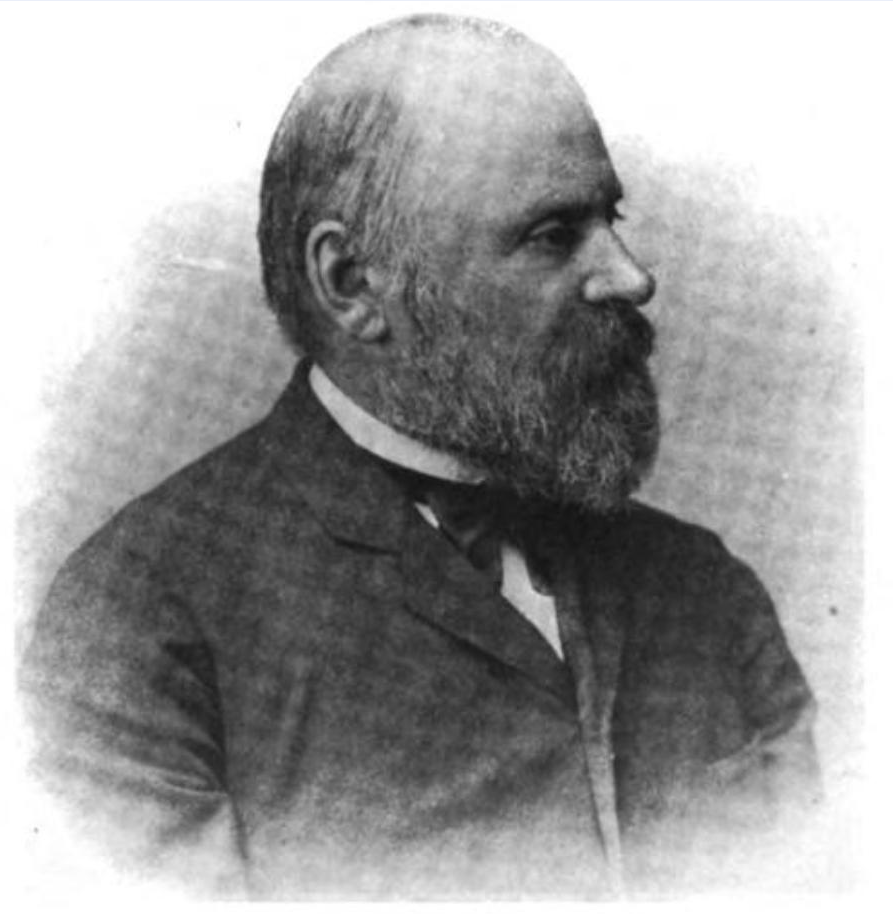
Balakirev en 1904 por Elson

La Sinfonía Manfredo en si menor, Op. 58, es una pieza sinfónica compuesta por Piotr Ilich Chaikovski entre mayo y septiembre de 1885. Está basada en el poema Manfredo escrito por Lord Byron en 1817. Esta es la única sinfonía que no fue numerada por Chaikovski; fue escrita entre la cuarta y la quinta sinfonía. Algunos dicen que este fue su trabajo más brillante e inspirador; incluso el director Arturo Toscanini la consideró como el mejor trabajo de Chaikovski. Por otro lado, hay quienes opinan lo contrario; de acuerdo con el crítico musical David Hurwitz, el compositor y director Leonard Bernstein se refería a esta sinfonía como "basura".

## Historia

### Composición
Hector Berlioz, al inspirar a muchos compositores rusos, tuvo bastante que ver en los orígenes de esta sinfonía. Mili Balákirev tuvo la idea original, pero pensó que no estaba en su carácter realizar tal composición. Así se lo explicó en una carta a Chaikovski el 9 de octubre de 1882, “este magnífico tema es inadecuado, no sintoniza con mi esquema mental”.
El tema fue olvidado algunos años, hasta 1885, cuando Chaikovski compró una copia del Manfredo de Byron y se decidió a componer la sinfonía. Balákirev había escrito el programa que debía de seguirse hasta el último detalle -incluso las armaduras y modulaciones dominantes que debían ser utilizadas- pero Chaikovski prefirió escribirlo con su propio estilo. Inicialmente la consideró, como era habitual en él, una de sus mejores composiciones, pero algunos años más tarde quiso destruir las partituras, intención que nunca llevó a cabo.

### Estreno
La Sinfonía Manfredo fue interpretada por primera vez en Moscú, en marzo de 1886, con Max Erdmannsdörfer como director. Fue dedicada a Mili Balákirev y tiene aproximadamente 58 minutos de duración.

## Instrumentación
La partitura está escrita para una orquesta formada por: 
- Viento madera: tres flautas, dos oboes, un corno inglés, dos clarinetes en la, clarinete bajo en si bemol y tres fagotes.
- Viento metal: cuatro trompas, dos cornetas, dos trompetas, tres trombones y una tuba.
- Percusión: timbales, platillos, gong, campanas, triángulo y pandereta.
- Cuerda: dos arpas, violines I y II, violas, violonchelos y contrabajos.
- Instrumentos de tecla: un órgano, que interviene brevemente en la coda del Finale.John Martin - Manfred en la Jungfrau (1837)

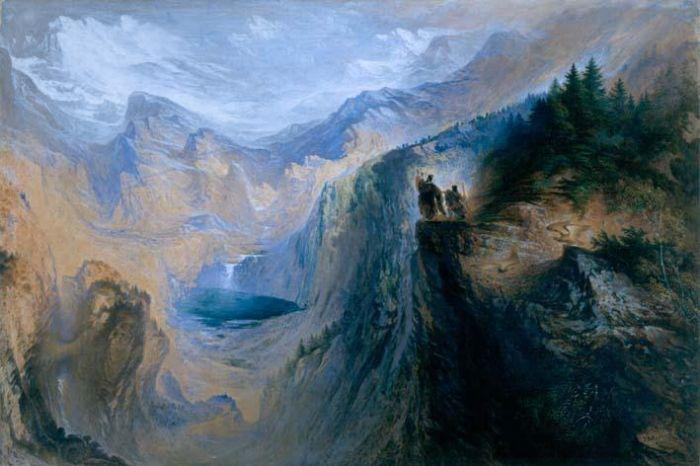
John Martin - Manfred en la Jungfrau (1837)

## Estructura y análisis
La pieza consta de cuatro movimientos:
- I. Lento lugubre, en si menor
- II. Vivace con spirito, en si menor
- III. Andante con moto, en sol mayor
- IV. Allegro con fuoco, en si menor - re bemol mayor - si mayor

Cada movimiento lleva breves notas de programa al comienzo de la partitura.

### I.Lento lugubre
- “Manfredo vaga por los Alpes, cansado de las preguntas fatales de la existencia, atormentado por los deseos desesperados y el recuerdo de los crímenes pasados, sufre crueles dolores espirituales. Se ha dedicado a las ciencias ocultas y comanda poderosas fuerzas de la oscuridad, pero ni ellas ni nada en este mundo pueden darle el olvido al que solo aspira en vano. El recuerdo del Astarté perdida, amada apasionadamente, atormenta su corazón y no hay límite ni final para la desesperación de Manfred."

La encarnación musical de estas notas programáticas consta de cinco grandes episodios intercalados con cuatro pausas. Un primer tema inquietante, brevemente discordante, construye una música espaciosa y monolítica. Un segundo tema conduce al segundo episodio, llegando al clímax más fuerte que Chaikovski haya escrito jamás. La música del tercer episodio parece más tranquila, mientras que el cuarto representa la aparición de Astarté. El quinto episodio culmina en un clímax frenético y termina con una serie de acordes abruptos.

### II.Vivace con spirito
- "El hada de los Alpes se le aparece a Manfredo en el arco iris creado por el rocío de una cascada".

Los esfuerzos de Chaikovski por explorar nuevas posibilidades de escritura musical le permitieron presentar su música con nuevos colores y contrastes más refinados. Parece que la orquestación crea la música, como si Chaikovski hubiera estado pensando directamente en colores y texturas, convirtiéndolos en el punto focal. Simplemente no existe la melodía y la base armónica mal definida, crea un mundo fascinante, frágil y mágico. Esto se vuelve claro cuando una verdadera melodía lírica entra en la sección central del movimiento.

### III.Andante con moto
- "Pastoral. Una imagen de la vida pobre, sencilla y libre de los montañeses".

Esta pastoral se abre con una siciliana, seguido de la llamada de tres notas de un cazador. Vuelve el tema inicial. Se escucha una danza campesina breve y animada, seguida de un estallido violento, antes de que el tema pastoral inicial, más amplio, regrese en una parte más completa y decorativa. El cazador toca su cuerno; la música se desvanece.

### IV.Allegro con fuoco
- "El palacio subterráneo de Ariman. Orgía infernal. Aparición de Manfredo en medio de la bacanal. Evocación y aparición de la sombra de Astarté. Él es perdonado. Muerte de Manfredo".

Muchos críticos consideran que el final es defectuoso, pero el problema no es tanto la música como el programa. Hasta este punto, Chaikovski ha logrado conciliar bien los requisitos extramusicales de cada movimiento con la música misma. Ahora, sin embargo, el programa toma el relevo, comenzando con una fuga, que es por su propia naturaleza académica y no dramática, para representar el descubrimiento de Manfredo por la horda infernal. El resultado, aunque en muchos sentidos parece una recapitulación condensada de la segunda mitad del primer movimiento, se convierte en una pieza fragmentada e interrumpida, que termina con un coral que representa la muerte de Manfredo.

## Análisis
Varias características hacen que la Manfredo sea única entre las obras de Chaikovski. Es la única obra programática que escribió de más de un movimiento. Los dos primeros movimientos no recapitulan sus secciones intermedias. Todo la obra no solo es larga, a veces dura más de una hora, sino que está diseñada con la máxima amplitud. No ninguna más en las obras de Chaikovski que capture la deliberación prolongada del tercer movimiento o la recapitulación prácticamente literal de la sección de apertura ampliamente variada del segundo movimiento que sigue a la igualmente enorme sección central. Al menos un crítico ha sugerido que, en sus dimensiones heroicas pero perfectamente juzgadas, Manfredo se asemeja al posterior poema sinfónico de Richard Strauss Ein Heldenleben.
El musicólogo John Warrack sugiere que, de todas las principales obras olvidadas de Chaikovski, Manfredo puede ser la que menos merece este destino. Si bien Chaikovski tenía sus dudas sobre la música de programa, en realidad podía manejar mejor las formas grandes cuando había el impulso de una idea emocional detrás de la música. Aparentemente sintió ese impulso, si no del poema de Byron, del programa que Balakirev le dio, y ese impulso produjo una obra de gran originalidad y poder. Si bien no siguió a Berlioz en la forma en que podría haber manejado el programa, hizo uso de una idea fija recurrente en los cuatro movimientos. También siguió un diseño berlioziano de un movimiento de apertura largo, reflexivo y melancólico, dos interludios coloridos como movimientos internos y un final en el que la orgía de Berlioz se convierte (sin ninguna pista del poema) en una especie de bacanal.
Libre de tener que reconciliar el primer movimiento con la forma sonata, Chaikovski construye su propia forma que tiene éxito como expresión del programa. Un motivo de apertura asociado con el propio Manfredo expresa tanto la fuerza como la tristeza de su carácter. Este motivo regresa en partes cruciales para identificar la parte de Manfredo en la acción. Debajo de este tema se encuentra una estructura musical que, si bien no se ajusta a la tradicional recapitulación de temas en la forma sonata, logra avanzar sin perder la unidad ni degenerar en una serie de episodios aislados. Es un retrato musical de la sensibilidad culpable y condenada, dibujado con fuerza como el Harold de Berlioz. Este fue quizás el aspecto de Byron que atrajo más vívidamente a los rusos; también puede haber tocado de cerca la propia situación de Chaikovski.
Los dos movimientos internos funcionan como contrastes estructurales efectivos con el drama inicial. La cascada en el segundo movimiento le da a Chaikovski la oportunidad de componer uno de sus scherzos más largos y bellamente elaborados, escrito con una delicadeza que Berlioz podría haber admirado. Las experiencias alpinas de Chaikovski podrían haber sido útiles aquí. Para el tercer movimiento pastoral, Balakirev esperaba una versión rusa del movimiento correspondiente de la Symphonie fantastique. La versión de Chaikovski es más convencional, con dos temas simples: uno elegante y el otro más toscamente rústico. Forma en su calidad estática un retiro idealizado antes de la agitación del final. El final refleja a Harold en Italie en la exuberancia del jolgorio. Chaikovski logra agregar una fuga, un regreso de Astarté y una escena de muerte al final.
Sin embargo, el musicólogo David Brown consideró el final como la parte más débil de Manfredo, no por la música en sí sino por el programa. Hasta este punto, escribe Brown, Chaikovski había reconciliado con mucho éxito las especificaciones extramusicales con la estructura musical. Ahora el programa toma el relevo, dando como resultado un movimiento fragmentado con interrupción musical y sin sentido. El defecto fatal es la fuga, que escribió para transmitir la reacción de las hordas del espíritu maligno Ariman ante la aparición de Manfredo entre ellos. Una fuga, argumenta Brown, es por naturaleza poco dramática tanto en su fijación en una idea temática como en su progreso medido; por lo tanto, no puede evitar sonar pesada, lo que resulta un paso en falso del cual la música nunca se recupera por completo. El musicólogo Ralph Wood, por el contrario, afirmó que si bien el final puede tener sus fallas, todavía hay mucha música bastante buena.

## Grabaciones
Esta sinfonía ha sido grabada en varias ocasiones, incluidas grabaciones con grandes orquestas y directores.
La grabación más antigua disponible corresponde a un concierto en vivo del año 1940, con Arturo Toscanini dirigiendo su Orquesta de la NBC. (MUSIC & ARTS). Sin embargo la primera grabación comercial corresponde al director ruso Fabien Sevitzky, quien la grabó al frente de la Sinfónica de Indianápolis en sesiones de grabación del 27 y 28 de enero de 1942, para el sello RCA Victor. A diferencia de las varias versiones grabadas por Toscanini, todas inaceptablemente recortadas, la grabación de Sevitzky respeta casi toda la integridad de la partitura. Entre directores posteriores que han grabado esta sinfonía se incluyen Riccardo Chailly, Mstislav Rostropóvich, Lorin Maazel, André Previn, Eugene Ormandy, Yuri Temirkánov, Yevgueni Svetlánov, Riccardo Muti, Ígor Markévich, Andrew Litton, Mijaíl Pletnev, Vladímir Fedoséyev, Mariss Jansons y otros. La Sinfonía Manfredo es rara vez interpretada en concierto. Esto se debe a que es larga, desconocida, y requiere una gran orquesta. Además, es considerada bastante difícil de tocar.